# Irina Wladimirowna Kasakewitsch
Irina Wladimirowna Kasakewitsch (russisch Ирина Владимировна Казакевич; * 29. Oktober 1997 in Berdsk) ist eine russische Biathletin. Seit 2020 ist sie im Biathlon-Weltcup aktiv.

## Sportliche Laufbahn
Kasakewitsch nahm am Europäischen Olympischen Winter-Jugendfestival 2015 teil und erreichte dort den 6. Platz im Sprint und den 12. Platz in der Verfolgung.
Bei den Biathlon-Junioren-Europameisterschaften 2018 auf der Pokljuka belegte sie den 10., 11. und 19. Platz. In Otepää gewann die Russin die Bronzemedaille im Einzel der Biathlon-Juniorenweltmeisterschaften 2018. In Sprint und Verfolgung belegte sie den 15. bzw. 18. Platz.
In der Saison 2018/19 lief Kasakewitsch im IBU-Cup. Sie erreichte mehrere Top-10-Platzierungen, darunter auch einen Sieg mit der Mixed-Staffel und einen 2. Platz im Sprint. Bei den Biathlon-Juniorenweltmeisterschaften 2019 belegte sie den 7., 12. und 20. Rang in den Individualwettbewerben und den 6. Platz mit der Staffel. Auch 2019/20 startete sie im IBU-Cup.
In der darauffolgenden Saison 2020/21 startete sie im Weltcup. Ihr Weltcupdebüt feierte sie in einem Einzel-Rennen am 28. November 2020 in Kontiolahti und beendete dabei den Wettkampf auf dem 52. Platz. Einen Tag darauf sammelte sie als 28. erstmals Weltcup-Punkte. Im Dezember 2020 erreichte sie mit einem 13. Rang ihr bisher bestes Ergebnis im Weltcup. Sie wurde bei den Wettbewerben in Kontiolahti und Hochfilzen auch in der Staffel eingesetzt. Auch bei den Biathlon-Weltmeisterschaften 2021 konnte Kasakewitsch als 19. und 23. in Sprint und Verfolgung gute Ergebnisse, wodurch sie sich für den Massenstart qualifizierte, den sie auf dem 20. Platz beendete. Kasakewitsch belegte am Ende der Saison den 37. Platz der Weltcup-Gesamtwertung.
Auch im Sommerbiathlon war Kasakewitsch erfolgreich, als sie im Rahmen der Weltmeisterschaften 2021 in Nové Město na Moravě im Supersprint Bronze gewinnen konnte.

## Persönliches
Kasakewitsch wohnt und studiert in Jekaterinburg.

## Statistiken

### Biathlon-Weltcup-Platzierungen
Die Tabelle zeigt alle Platzierungen (je nach Austragungsjahr einschließlich Olympische Spiele und Weltmeisterschaften).
- 1.–3. Platz: Anzahl der Podiumsplatzierungen
- Top 10: Anzahl der Platzierungen unter den ersten zehn (einschließlich Podium)
- Punkteränge: Anzahl der Platzierungen innerhalb der Punkteränge (einschließlich Podium und Top 10)
- Starts: Anzahl gelaufener Rennen in der jeweiligen Disziplin
- Staffel: inklusive Mixed- und Single-Mixed-Staffeln

| Platzierung            | Einzel | Sprint | Verfolgung | Massenstart | Staffel | Gesamt |
| ---------------------- | ------ | ------ | ---------- | ----------- | ------- | ------ |
| 1. Platz               |        |        |            |             |         |        |
| 2. Platz               |        |        |            |             |         |        |
| 3. Platz               |        |        |            |             |         |        |
| Top 10                 |        |        | 1          |             | 5       | 6      |
| Punkteränge            |        | 8      | 9          | 3           | 5       | 25     |
| Starts                 | 3      | 15     | 9          | 3           | 5       | 35     |
| Stand: 10. Januar 2022 |        |        |            |             |         |        |